# Светий Томаж (община)
Община Светий Томаж (словен. Občina Sveti Tomaž) — одна з общин Словенії. Адміністративним центром є місто Светий Томаж.
Жителі в основному зайняті в сільському господарстві.

## Населення
У 2011 році в общині проживало 2113 осіб, 1040 чоловіків і 1073 жінок. Чисельність економічно активного населення (за місцем проживання), 858 осіб. Середня щомісячна чиста заробітна плата одного працівника (EUR), 1002,24 (в середньому по Словенії 987.39). Приблизно кожен другий житель у громаді має автомобіль (42 автомобілі на 100 жителів). Середній вік жителів склав 41,4 роки (в середньому по Словенії 41.8). 